# 卢松华
卢松华（1938年10月—），男，北京通县人，中华人民共和国政治人物，曾任北京市政协副主席，中共十三大、十四大代表。